# 贡山麂
贡山麂（学名：Muntiacus gongshanensis），是鹿科麂属下面的一种，分布于中国云南省高黎贡山、西藏自治区东南部、缅甸北部克钦邦及印度与中国有领土争议的阿鲁纳恰尔邦（中国称藏南）。
其种加词“gongshanensis”意为“云南贡山的”。
最近的基因研究显示，贡山麂与黑麂特别相关，除了皮色有差别外，几乎可以认为是一个种，但仍存争议。